# Red Hat
A Red Hat nyílt forráskódú szoftverek fejlesztésével foglalkozó vállalat. A cég központja Raleigh, de számos fejlesztőközpontja és irodája van világszerte.

## Üzleti modell
A Red Hat előfizetést ad el terméktámogatásra, oktatásra és integrációra. Az ügyfelek egy előre meghatározott díjat fizetnek olyan szolgáltatásokért, mint a Red Hat Network és a terméktámogatás.

## Termékek
A Red Hat a Linux kernel egyik vállalati támogatója.

### Red Hat Enterprise Linux
A Red Hat Enterprise Linux egy linux-alapú, kereskedelmi célokra szánt operációs rendszer. Az operációs rendszer szerver verzióját x86, x86-64, Itanium, PowerPC és IBM System Z rendszerekre bocsátja ki a Red Hat, az asztali verzió x86 és x86-64 rendszerekre érhető el.

### WildFly
A WildFly a Red Hat alkalmazásszervere.

### Egyéb termékek
- OpenShift
- Fedora, közösségi Linux-disztribúció, a Red Hat Enterprise Linux alapjául szolgáló projekt
- OVirt és a Red Hat Enterprise Virtualization

## Felvásárlások
- 2014: CentOS a CentOS-projekt fejlesztője
- 2012: FuseSource
- 2011: Gluster
- 2010: Makara
- 2008: Qumranet, a Kernel-based Virtual Machine fejlesztője
- 2000: Cygnus Solutions, a Cygwin fejlesztője

## Versenytársak
A Red Hat elsősorban a Canonical, IBM, Mandriva, Microsoft, Oracle és a SuSE cégekkel versenyez, valamint a Debian és a FreeBSD közösségekkel.